# Úrsula Acosta
Úrsula Schmidt de Acosta, Ph.D. (14 de enero de 1933-10 de septiembre de 2018) fue una escritora y ensayista alemana/puertorriqueña, una de los miembros fundadores de la Sociedad Genealógica de Puerto Rico, habiendo estudiado y escrito numerosas obras sobre el tema. También fue psicóloga y profesora retirada de la Universidad de Puerto Rico en Mayagüez.

## Biografía
Úrsula, era originaria de Hanóver, Alemania, de Hans Schmidt y de su esposa Irma Ulrich. En 1935, con su familia se mudaron a Leipzig, donde recibió su educación primaria. Y en 1947, fueron relocalizados en Dieburg. En 1952, se encontró con el cabo Sebastián Acosta Ronda, un puertorriqueño en el Ejército de los Estados Unidos, estacionado en Alemania. Tenían una relación sentimental, y querían casarse, pero su padre le recomendó que terminara la escuela primaria. Luego Acosta Ronda volvería a su tierra natal y Ursula continuó en la escuela hasta 1953, cuando terminó con el Abitur (exámenes finales) en el Gymnasium de Dieburg.

## Puerto Rico
El cabo Acosta Ronda se retiró con honores del Ejército, en mayo de 1953 y haciendo uso de la ley G.I. Bill, estudió química en la Universidad de Puerto Rico en el campus Mayagüez. Acosta solicitó sus documentos de inmigración, y al recibirlos se mudaron a Puerto Rico. Pocos días después de su llegada a la isla, se casó con Sebastián Acosta Ronda. Y vivieron en la ciudad de Mayagüez donde nació su hijo mayor, Hans. En 1959, la familia se trasladó a Darmstadt, Alemania, donde su esposo continuó sus estudios de postgrado.

## Educadora
La familia regresó a Puerto Rico y residió en Hormigueros (Puerto Rico) a partir de 1967, año en el que Úrsula ingresó a la Universidad de Puerto Rico. Ya había trabajado a tiempo completo como profesora de escuelas privadas; y, en 1971, obtuvo su licenciatura en Ciencias sociales. Durante los próximos dos años, continuó trabajando como educadora, y durante sus fines de semana siguió su maestría en consejería.
En 1973, obtuvo su maestría por la Universidad de Puerto Rico, en el campus de Río Piedras, y ese mismo año empezó a enseñar en el Recinto Universitario de Mayagüez. Y durante los veranos tomó cursos para el doctorado al Johannes Gutenberg Universidad de Maguncia, en Alemania, logrando en 1979 su Ph.D. en psicología social con especialidad en lingüística y sociología.

## Genealogista
Úrsula retornó a Puerto Rico, y en 1980, comenzó a interesarse en genealogía. El 29 de abril de 1989, fue uno de los miembros fundadores de la Sociedad Puertorriqueña de Genealogía. Los objetivos de la sociedad fueron los siguientes:
- Fomentar el estudio científico de la genealogía de Puerto Rico
- Colaborar con la preservación de documentos históricos de Puerto Rico
- Promover actividades educativas (seminarios, conferencias, exposiciones, etc.) relacionados con la búsqueda de las raíces genealógicas de los puertorriqueños.[4]

## Algunas publicaciones
Es autora de numerosos artículos sobre psicología, y otros temas que incluyen la historia de Puerto Rico y que publicó en diversas publicaciones como The San Juan Star, Atenea, etc. Entre las obras literarias propias y en coautoría:
- 1992. "Copia de las actas de matrimonios que la Dra. Ursula Acosta había copiado de la Iglesia de Cabo Rojo". 122 pp.

- 1992. "Registro de matrimonios: 1806-1817: Parroquia San Miguel Arcángel, Cabo Rojo, Puerto Rico". 170 pp.

- 1992. "Registro de defunciones: 1751-1765 y 1767-1770 Parroquia Nuestra Señora del Rosario de Yauco, Yauco, Puerto Rico". 94 pp.

- 1991. "Cofresí y Ducoudray: Dos hombres al margen de la historia" (Cofresi and Ducoudray, two men at the margin of history). Editorial Edil, Río Piedras, PR. 168 pp.

- 1987. "New Voices of Old: Five Centuries of Puerto Rican Cultural History". Una antología de entrevistas, tanto reales como imaginarias, llevada a cabo por la autora a puertorriqueños, que abarcan varios siglos. Editor Permanent Press, 212 pp. ISBN 0915393204, 9780915393206

- 1987. "Bibliografía sobre exposición de libros en la Biblioteca General". Ed. Univ. de PR, Recinto de Mayagüez, Comité Feria del Libro, 24 pp.

- 1985. "Cabo Rojo: Notas para su historia" (Cabo Rojo: Notations for its history). Con Antonio "Mao" Ramos Ramírez de Arellano, y Sigfredo Lugo Toro. Editor Comité Historia de los Pueblos, 143 pp.[6]

- 1984. "Quién era Cofresí?". Con David Enrique Cuesta Camacho. Ed. Úrsula Acosta, 106 pp.

- 1983. "Familias de Cabo Rojo", (Families of Cabo Rojo). Con David Enrique Cuesta Camacho. Esta publicación recoge las genealogías de dieciséis familias de Cabo Rojo, Puerto Rico, abarcando los siglos 18 y 19. 229 pp.[7]

- 1981. "A Study of Teachers' Achievement Attributions an Thei Effect on Grade Distribution in the Classroom". 117 pp.

- 1973. "A Study of Some Family Influences on Vocational Decision Based on Puerto Rican High School Graduates from Three Schools". Ed. Univ. de Puerto Rico, 102 pp.

## Últimos años
Úrsula estuvo afectada a la presidencia de la Junta de Apelaciones del Sistema de Servicio Militar Selectivo de Puerto Rico, por 20 años. En 1995, se retiró de la enseñanza en la Universidad de Puerto Rico (en Mayagüez). Debido a una enfermedad de su marido, se retiró de la mayor parte de sus actividades profesionales. Hasta antes de su muerte residió en el pueblo de Hormigueros (Puerto Rico). Además de su hijo Hans, nacido en Puerto Rico, la pareja tuvo otros dos hijos, Dennis y Peter que nacieron en Alemania.

## Honores

### Membresías
- Asociación Estadounidense de Psicología
- Asociación Histórica de Puerto Rico
- National Genealogical Association
- Der Herold